# Bracebridge
Bracebridge es un pueblo canadiense situado en la provincia de Ontario.

## Superficie
Bracebridge tiene una superficie de 615,2 km².

## Demografía
En 2021, tenía 17 305 habitantes, una densidad poblacional de 28,1 hab./km², y 9053 viviendas.